# Stefano II d'Ungheria
Stefano II (in ungherese II István; in croato Stjepan II; in slovacco Štefan II) (1101 – Albareale, 1º marzo 1131) fu re d'Ungheria e di Croazia dal 1116 al 1131.
Suo padre, re Colomanno, lo fece incoronare già da bambino, allo scopo di scongiurare le pretese dello zio del piccolo, Álmos. Nel primo anno del suo regno, Venezia occupò la Dalmazia e Stefano non ripristinò mai più il suo governo in quella provincia. Il suo regno fu caratterizzato da frequenti guerre con le realtà politiche a lui vicine.

## Biografia

### Primi anni (fino al 1116)
Stefano e suo fratello gemello, Ladislao, erano figli del re ungherese Colomanno e di sua moglie, Felicia d'Altavilla. Secondo la Chronica Picta, nacquero «nell'anno di nostro Signore 1101». Stefano doveva il suo nome al primo re d'Ungheria, che era stato canonizzato nel 1083, circostanza che implica che egli era l'erede di suo padre dalla nascita. Un documento realizzato a Zara intorno al 1105 riferisce di «Stefano, il nostro re più famoso» assieme a Colomanno, testimonianza che avvalora l'ipotesi che quest'ultimo fece incoronare re suo figlio di quattro anni.

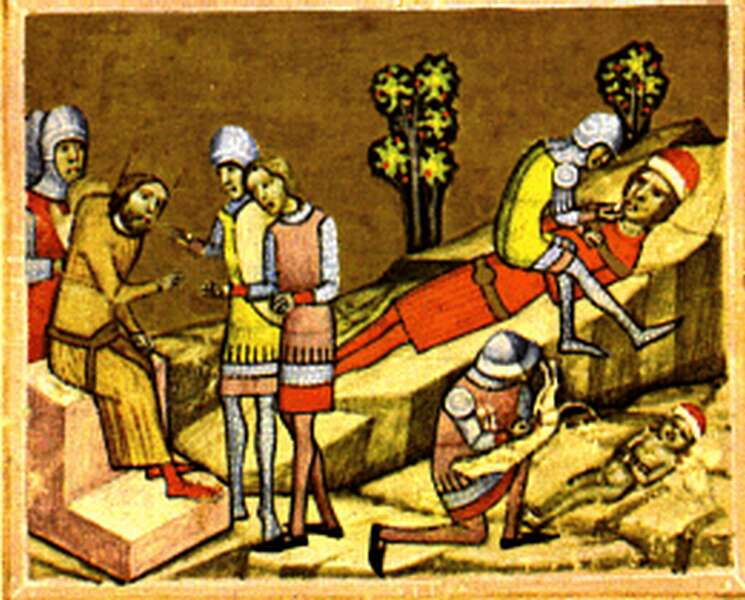
Álmos e suo figlio, Béla vengono accecati per ordine di Colomanno. Miniatura tratta dalla Chronica Picta

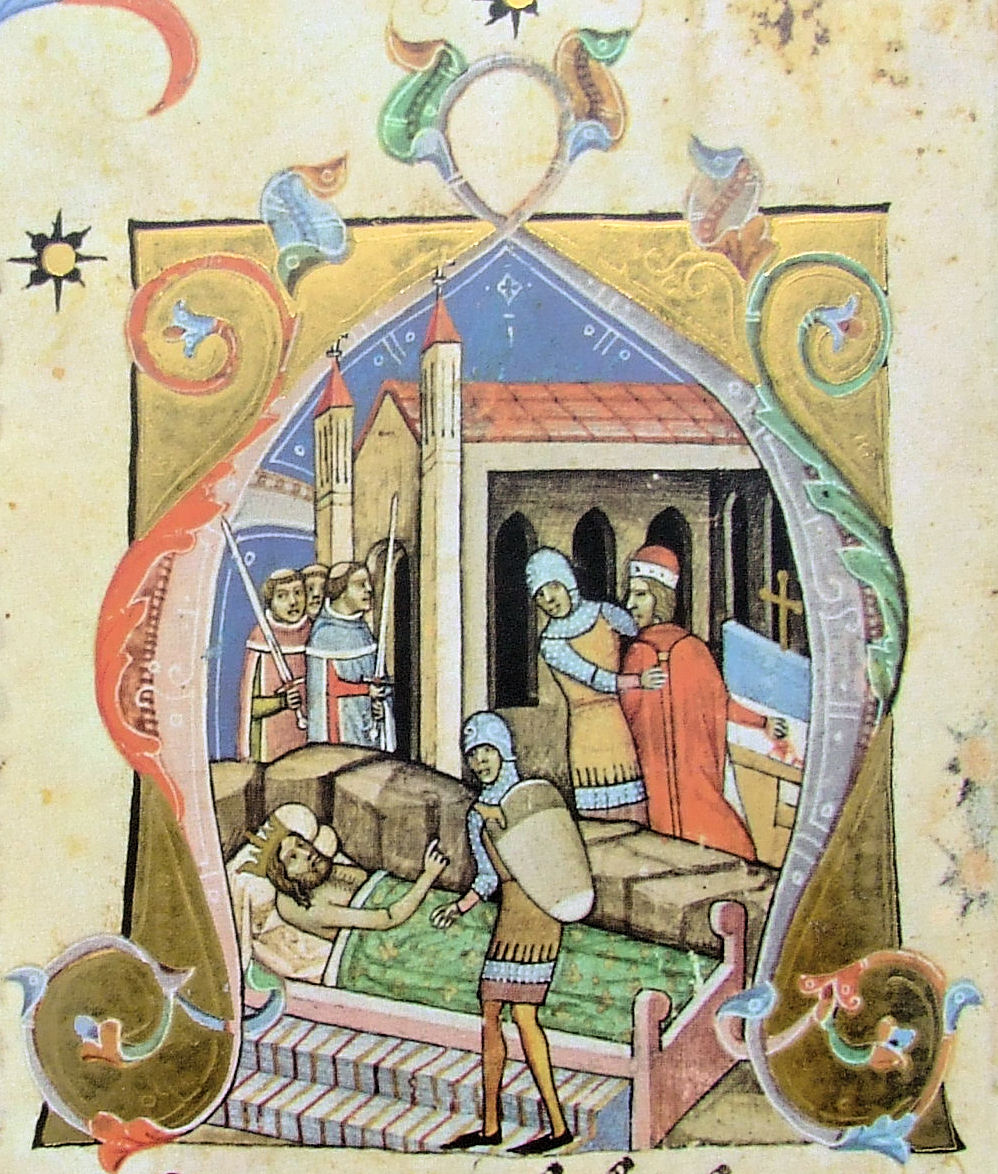
Colomanno fa imprigionare Álmos dopo averlo accecato e prima della sua morte. Miniatura tratta dalla Chronica Picta

Al momento dell'incoronazione di Stefano, Colomanno sperava di comunicare a ogni suo rivale l'intenzione di assicurare la successione per suo figlio. L'ambizioso fratello di Colomanno, Álmos, che rivendicava il potere in virtù di un'antica promessa compiuta dal predecessore di Colomanno, Ladislao, e che si era già ribellato alla corona nel 1098, cercò di evitare che questo piano potesse realizzarsi e lasciò l'Ungheria in cerca di rinforzi stranieri a sostegno della sua causa. Per questa ragione, si rivolse dapprima a Enrico V di Franconia, imperatore del Sacro Romano Impero, contattando in un secondo momento il duca Boleslao III di Polonia. Poiché ogni suo sforzo si concluse con un fallimento, Álmos si sottomise a Colomanno, accettò la sua autorità e tornò in Ungheria, malgrado eseguì diversi tentativi falliti di detronizzare Colomanno nel decennio successivo. Per scongiurare definitivamente i complotti, oltre a nominare Stefano quale suo successore Colomanno fece accecare Álmos e il giovane figlio di quest'ultimo, Béla.
Quando si ammalò gravemente all'inizio del 1116, Colomanno fece imprigionare suo fratello per sicurezza. La Chronica Picta narra che il re morente «ordinò a suo figlio e ai nobili principali» di invadere la Rus' di Kiev per vendicarsi del fallimento di Colomanno coinciso con l'assedio del 1099 di Peremyšl (Przemyśl), in Polonia.  Colomanno si spense il 3 febbraio 1116.

### Regno

#### Guerre e conflitti interni (1116-1127)

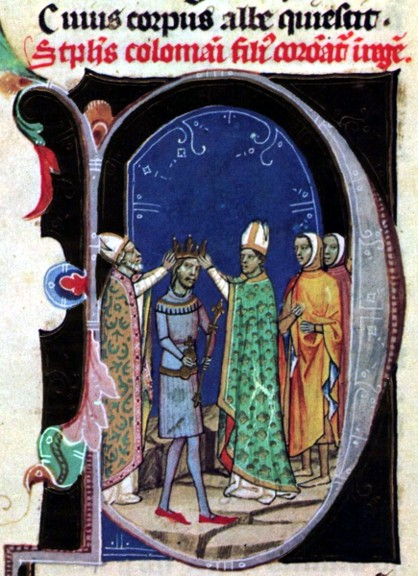
Stefano viene incoronato re nel febbraio 1116. Miniatura tratta dalla Chronica Picta

Stefano fu incoronato re dall'arcivescovo di Strigonio Lorenzo ad Albareale entro trenta giorni dalla morte di suo padre. La sua successione, avvenuta senza trambusti, dimostrò l'efficacia delle misure attuate da Colomanno per impedire ad Álmos di usurpare il trono. Su suggerimento di un suo consigliere, Stefano tenne un incontro con Vladislao I di Boemia, al fine di migliorare le relazioni bilaterali che nel decennio precedente si erano deteriorate. I due monarchi si incontrarono sul fiume Olšava, il quale segnava il confine dei loro regni. Tuttavia, la mancanza di fiducia reciproca ostacolò l'apertura dei negoziati, portando a conflitti armati che culminarono in una battaglia avvenuta il 13 maggio. Sul campo degli scontri, l'esercito boemo inflisse una grave sconfitta alle truppe di Stefano. Il contemporaneo Cosma Praghese incolpò i consiglieri del giovane monarca per la disfatta, ma in seguito le cronache ungheresi medievali, completate sotto i re discendenti dall'opposizione dallo zio e nemico di Stefano, Álmos, scrivono che il re agì senza rivolgersi ai suoi consiglieri, «poiché era di natura impetuosa».
(Cosma Praghese, Chronica Bohemorum)
Il doge Ordelaffo Falier, che aveva conquistato un'isola nel Golfo del Quarnaro durante l'ultimo anno del regno di Colomanno, tornò in Dalmazia alla testa della flotta veneta nel maggio 1116. Il 15 luglio sconfisse le truppe magiare che erano giunte per dare il cambio a Zara. In seguito ogni città, comprese Zaravecchia, Sebenico, Spalato e Traù, si arresero a Venezia, ponendo fine alla sovranità di Stefano II lungo la costa del Mar Adriatico. Tuttavia, nel 1117 o nel 1118, le truppe magiare riuscirono a sconfiggere i combattenti della Serenissima, uccidendo lo stesso Ordelaffo Falier in una battaglia avvenuta vicino a Zara; come conseguenza, Zaravecchia, Spalato e Traù tornarono in mano al monarca ungherese. Tuttavia, tale situazione durò poco: il nuovo doge, Domenico Michiel, invase e riconquistò tutta la Dalmazia. Una tregua di cinque anni stipulata nel 1117 o 1118 per ridefinire il quadro politico della regione croata confermò lo status quo appena cristallizzatosi, ovvero la conquista della Dalmazia da parte di Venezia.

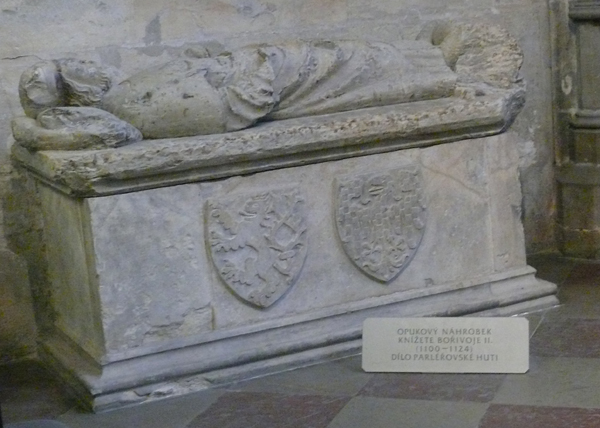
Tomba di Bořivoj II di Boemia, il quale combatté contro l'Ungheria, ma morì in esilio alla corte di Stefano II

Le truppe di Stefano lanciarono un'incursione di saccheggio in Austria nel 1118, provocando un contrattacco di Leopoldo III di Babenberg più tardi nello stesso anno. Bořivoj II di Boemia prese le parti di Leopoldo e saccheggiò le regioni nord-occidentali del regno d'Ungheria, Nonostante questa manovra militare, quando Vladislao I detronizzò suo fratello Bořivoj nel 1120, quest'ultimo cercò rifugio in Ungheria e si stabilì alla corte di Stefano.
Stefano sposò una figlia di Roberto I di Capua all'inizio degli anni 1120. Lo storico Paul Stephenson ha scritto che l'alleanza matrimoniale di Stefano con i siculo-normanni «fosse indirizzata contro i Veneziani». I principi normanni di Capua erano stati strenui sostenitori del papa durante la lotta per le investiture, circostanza che lascia intuire come il suo matrimonio portasse avanti la politica estera filo-papale di suo padre. Secondo Włodzimierz Dworzaczek, Stefano nel 1121 sposò Adelaide, figlia di Enrico, burgravio di Ratisbona.
La cugina di Stefano e la figlia di suo zio Álmos, Adelaide, il cui marito Sobeslao era stato espulso dalla Moravia, arrivarono in Ungheria all'inizio del 1123. Secondo Cosma Praghese, Stefano «la ricevette gentilmente [...] riconoscendola come sua parente», il che implica che i suoi rapporti con lo zio furono cordiali in quel periodo. Nello stesso anno, il giovane monarca scagliò una spedizione militare contro il principato di Volinia per aiutare il suo principe espulso, Iaroslav Sviatopolkovič, a riconquistare il suo trono. Anche se Sviatopolkovič fu assassinato all'inizio dell'assedio della sua vecchia capitale, Volodymyr-Volyns'kyj, Stefano decise di proseguire comunque il conflitto. Tuttavia, secondo la Chronica Picta, i suoi comandanti minacciarono di togliergli il potere se non avesse interrotto la campagna, evento che costrinse Stefano ad abbandonare l'assedio e a tornare in Ungheria.
(Chronica Picta)

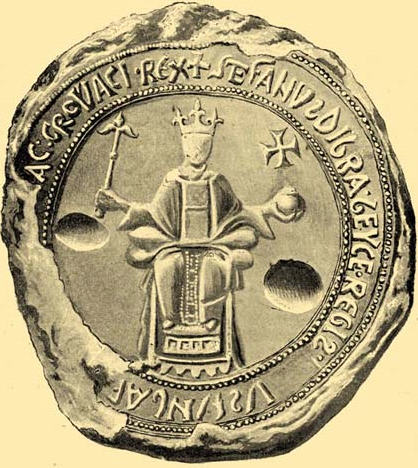
Sigillo di Stefano II

Approfittando dell'assenza della flotta veneziana dal mare Adriatico a causa di una spedizione navale nel Levante, Stefano invase la Dalmazia nella prima metà del 1124. Un suo atto che conferma la liberazione di Spalato e Traù nel luglio 1124 è la prova che le regioni centrali della Dalmazia tornarono in mano sua. Tuttavia, al ritorno dell'armata veneziana, le città dalmate si arresero ancora una volta una dopo l'altra. Secondo la Historia Ducum Veneticorum, solo i cittadini di Zaravecchia «osarono resistere al doge e al suo esercito», con il risultato che come rappresaglia «la loro città fu rasa al suolo fino alle fondamenta».
Secondo la Chronica Picta, l'ormai accecato Álmos, «temendo la sua morte per mano di re Stefano», fuggì nell'impero bizantino. Molti dei suoi sostenitori lo seguirono e l'imperatore Giovanni II Comneno provvide a trovargli rifugio in una città della Macedonia. Il romeo Giovanni Cinnamo conferma che l'imperatore «ebbe una buona impressione» di Álmos «e lo ricevette con cordialità». L'autore aggiunge che Stefano II «spedì dei suoi ambasciatori presso l'imperatore domandandogli che «Álmos venisse espulso» dall'impero bizantino, ma la sua richiesta andò respinta. Le fonti non specificano l'anno della fuga di Álmos, ma si tende a ritenere che essa sia avvenuta intorno al 1125. Lo storico Ferenc Makk riferisce che Álmos fu costretto ad abbandonare l'Ungheria perché aveva tentato di approfittare dei fallimenti militari riportati da Stefano in Volinia e Dalmazia al fine di cospirare contro la corona.
Stefano incontrò Sobeslao, il nuovo duca di Boemia, nell'ottobre del 1126. Il loro incontro pose fine alle ostilità tra le due potenze. Intorno allo stesso anno, Stefano concluse anche un accordo con l'arcivescovo di Salisburgo Corrado I.

#### Ultimi anni (1127-1131)
Secondo il cronista bizantino Niceta Coniata, i cittadini della romea Braničevo «attaccarono e saccheggiarono gli ungheresi che erano giunti» nell'impero di Costantinopoli «per commerciare, perpetrando ai loro danni i peggiori crimini». Per rappresaglia, Stefano decise di muovere guerra contro l'impero bizantino. La Chronica Picta racconta che Stefano, privo di discendenti, «dispose la successione al trono in modo che dopo la sua morte regnasse il figlio di sua sorella Sofia, di nome Saul». La cronaca non specifica quando ciò avvenne, ma Ferenc Makk afferma che Stefano molto probabilmente dichiarò Saul suo erede durante la prima metà del 1127, prima di prendere d'assalto l'impero dei romei.

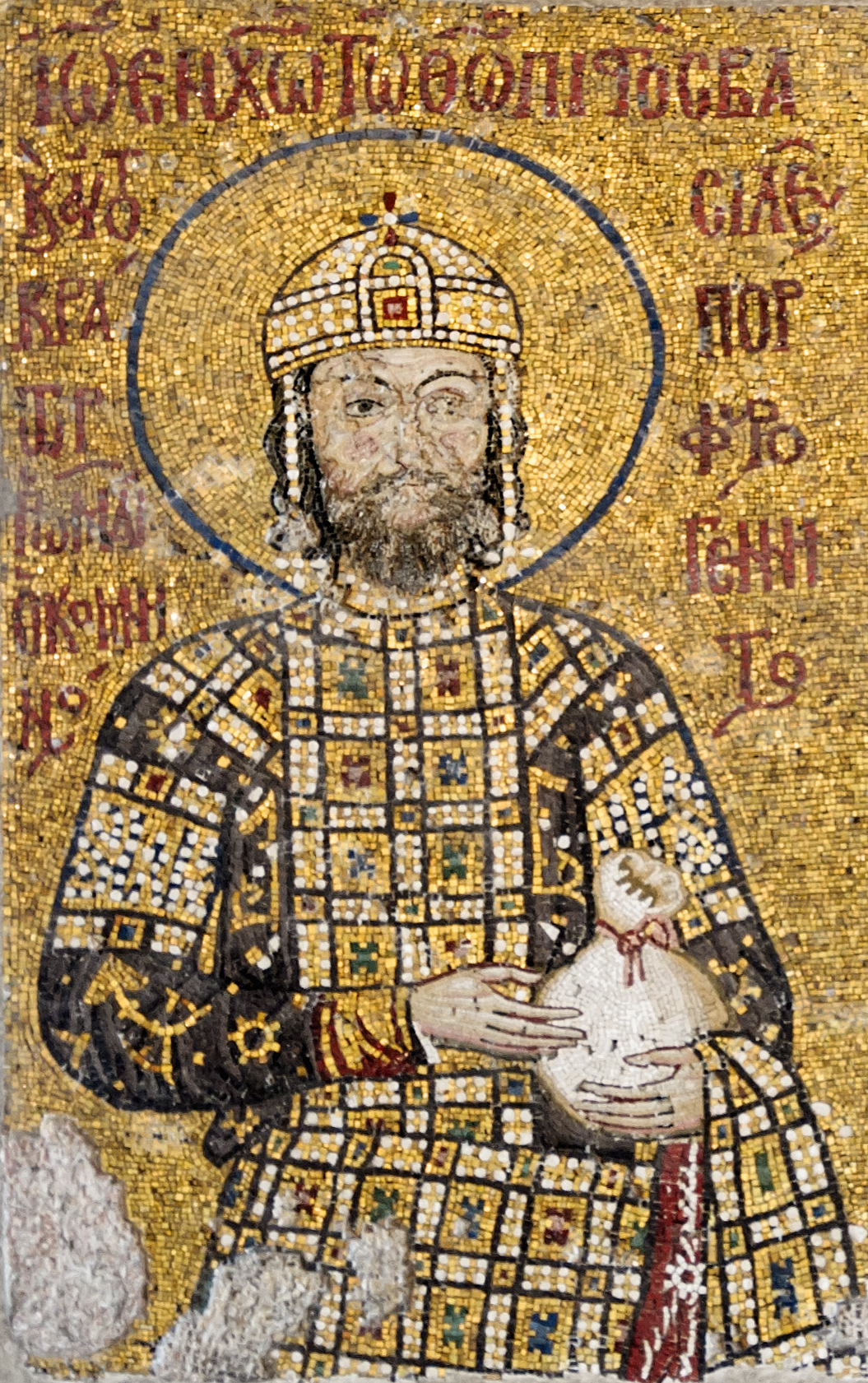
Ritratto a mosaico dell'imperatore bizantino Giovanni II Comneno a Santa Sofia (Istanbul, Turchia)

Stefano fece irruzione nell'impero confinante in estate. Le sue truppe saccheggiarono Belgrado, Braničevo e Niš, dirigendosi poi verso le regioni intorno a Serdica (Sofia, Bulgaria) e Filippopoli (Plovdiv, Bulgaria), prima di tornare ad Albareale in patria. In risposta, l'imperatore Giovanni II marciò contro l'Ungheria nel 1128, dove sconfisse le truppe reali nella battaglia di Haram (oggi Nova Palanka, in Serbia), e «conquistò Frangochorion [Fruška Gora], la zona più ricca dell'Ungheria» (oggi in Serbia). Stefano non poté partecipare alle schermaglie perché «era affetto da qualche morbo e stava cercando di curarsi da qualche parte nel cuore dei suoi domini», secondo Giovanni Cinnamo. La Chronica Picta testimonia che la sua malattia era in uno stato così grave che «tutti si aspettavano la sua morte». L'opera aggiunge inoltre che un gruppo di «traditori» arrivavano al punto di eleggere due re, i «conti Bors e Ivan». Dopo aver riacquistato la salute, Stefano fece giustiziare Ivan ed espulse Bors dal suo regno.
Giovanni Cinnamo scrive di una seconda campagna di Stefano contro l'impero bizantino. Le truppe magiare, supportate dai rinforzi cechi sotto il comando del duca Vaclav di Olomouc, presero d'assalto Braničevo e ne distrussero la fortezza. L'imperatore Giovanni II Comneno fu costretto a ritirarsi e chiedere la pace; lo storico Ferenc Makk scrive che il trattato fu firmato nell'ottobre 1129.
(Giovanni Cinnamo, Atti di Giovanni e Manuele Comneno)
Per molti anni Stefano credette che suo cugino, Béla, fosse morto dopo essere stato accecato per ordine del padre del sovrano ungherese. Avendo appreso, intorno al 1129, che Béla era vivo, stando alla Chronica Picta «si lasciò andare a una grande gioia». Pare che concesse al figlio di suo zio persino la città di Tolna e supervisionò i preparativi del matrimonio dell'uomo con Elena di Rascia.
La Chronica Picta racconta che Stefano mostrò un palese favoritismo nei confronti dei «Comani», identificati con i Peceneghi o i Cumani dagli storici, che erano arrivati in Ungheria negli anni '20 del XII secolo. Nei suoi ultimi anni, tollerò persino alcuni crimini commessi contro i suoi sudditi, evento che scatenò una rivolta. Prima della sua morte, Stefano «rinunciò alla sua carica regale e indossò l'abito di monaco». Il sovrano morì di dissenteria nella primavera del 1131; nessuna fonte riferisce la data esatta del suo decesso, ma il grosso delle sue biografie testimonia che perì il 1º marzo. Le sue spoglie furono sepolte nella cattedrale di Santa Maria di Gran Varadino (Oradea, in Romania).

## Famiglia
Secondo la Chronica Picta, Stefano non aveva «desiderio di sposare una moglie legittima, ma soleva darsi alla frequentazione di concubine e prostitute». Tuttavia, i suoi consiglieri, «addolorati per il fatto che il regno versasse in uno stato pietoso e il re fosse senza eredi», lo convinsero a prendere una moglie. La scelta ricadde su una figlia del defunto Roberto I di Capua, anche se il suo nome non è sopravvissuto tramite le fonti. Nonostante le nozze, Stefano morì senza avere figli.
Il seguente albero genealogico presenta gli antenati di Stefano e alcuni dei suoi parenti menzionati nell'articolo.
|                     |                     |                     |                     | Sofia*              | Sofia*              | Sofia* | Sofia* | Sofia*     | Sofia*     |            |            |            |            | Géza I    | Géza I    | Géza I                           | Géza I                           | Géza I                           | Géza I                           |                                  |                                  | Synadene*       | Synadene*       | Synadene* | Synadene* | Synadene* | Synadene* |          |          |  |  |  |  |                  |                  |                  |                  |                  |                  |  |  |  |  |
|                     |                     |                     |                     | Sofia*              | Sofia*              | Sofia* | Sofia* | Sofia*     | Sofia*     |            |            |            |            | Géza I    | Géza I    | Géza I                           | Géza I                           | Géza I                           | Géza I                           |                                  |                                  | Synadene*       | Synadene*       | Synadene* | Synadene* | Synadene* | Synadene* |          |          |  |  |  |  |                  |                  |                  |                  |                  |                  |  |  |  |  |
|                     |                     |                     |                     |                     |                     |        |        |            |            |            |            |            |            |           |           |                                  |                                  |                                  |                                  |                                  |                                  |                 |                 |           |           |           |           |          |          |  |  |  |  |                  |                  |                  |                  |                  |                  |  |  |  |  |
|                     |                     |                     |                     |                     |                     |        |        |            |            |            |            |            |            |           |           |                                  |                                  |                                  |                                  |                                  |                                  |                 |                 |           |           |           |           |          |          |  |  |  |  |                  |                  |                  |                  |                  |                  |  |  |  |  |
| Felicia d'Altavilla | Felicia d'Altavilla | Felicia d'Altavilla | Felicia d'Altavilla | Felicia d'Altavilla | Felicia d'Altavilla |        |        |            |            | Colomanno  | Colomanno  | Colomanno  | Colomanno  | Colomanno | Colomanno |                                  |                                  | Eufemia di Kiev                  | Eufemia di Kiev                  | Eufemia di Kiev                  | Eufemia di Kiev                  | Eufemia di Kiev | Eufemia di Kiev |           |           |           |           |          |          |  |  |  |  | Álmos            | Álmos            | Álmos            | Álmos            | Álmos            | Álmos            |  |  |  |  |
| Felicia d'Altavilla | Felicia d'Altavilla | Felicia d'Altavilla | Felicia d'Altavilla | Felicia d'Altavilla | Felicia d'Altavilla |        |        |            |            | Colomanno  | Colomanno  | Colomanno  | Colomanno  | Colomanno | Colomanno |                                  |                                  | Eufemia di Kiev                  | Eufemia di Kiev                  | Eufemia di Kiev                  | Eufemia di Kiev                  | Eufemia di Kiev | Eufemia di Kiev |           |           |           |           |          |          |  |  |  |  | Álmos            | Álmos            | Álmos            | Álmos            | Álmos            | Álmos            |  |  |  |  |
|                     |                     |                     |                     |                     |                     |        |        |            |            |            |            |            |            |           |           |                                  |                                  |                                  |                                  |                                  |                                  |                 |                 |           |           |           |           |          |          |  |  |  |  |                  |                  |                  |                  |                  |                  |  |  |  |  |
|                     |                     |                     |                     |                     |                     |        |        |            |            |            |            |            |            |           |           |                                  |                                  |                                  |                                  |                                  |                                  |                 |                 |           |           |           |           |          |          |  |  |  |  |                  |                  |                  |                  |                  |                  |  |  |  |  |
| Sofia               | Sofia               | Sofia               | Sofia               | Sofia               | Sofia               |        |        | Stefano II | Stefano II | Stefano II | Stefano II | Stefano II | Stefano II |           |           | Una figlia di Roberto I di Capua | Una figlia di Roberto I di Capua | Una figlia di Roberto I di Capua | Una figlia di Roberto I di Capua | Una figlia di Roberto I di Capua | Una figlia di Roberto I di Capua |                 |                 | Ladislao  | Ladislao  | Ladislao  | Ladislao  | Ladislao | Ladislao |  |  |  |  | Béla II il Cieco | Béla II il Cieco | Béla II il Cieco | Béla II il Cieco | Béla II il Cieco | Béla II il Cieco |  |  |  |  |
| Sofia               | Sofia               | Sofia               | Sofia               | Sofia               | Sofia               |        |        | Stefano II | Stefano II | Stefano II | Stefano II | Stefano II | Stefano II |           |           | Una figlia di Roberto I di Capua | Una figlia di Roberto I di Capua | Una figlia di Roberto I di Capua | Una figlia di Roberto I di Capua | Una figlia di Roberto I di Capua | Una figlia di Roberto I di Capua |                 |                 | Ladislao  | Ladislao  | Ladislao  | Ladislao  | Ladislao | Ladislao |  |  |  |  | Béla II il Cieco | Béla II il Cieco | Béla II il Cieco | Béla II il Cieco | Béla II il Cieco | Béla II il Cieco |  |  |  |  |
|                     |                     |                     |                     |                     |                     |        |        |            |            |            |            |            |            |           |           |                                  |                                  |                                  |                                  |                                  |                                  |                 |                 |           |           |           |           |          |          |  |  |  |  |                  |                  |                  |                  |                  |                  |  |  |  |  |
| Saul                | Saul                | Saul                | Saul                | Saul                | Saul                |        |        |            |            |            |            |            |            |           |           |                                  |                                  |                                  |                                  |                                  |                                  |                 |                 |           |           |           |           |          |          |  |  |  |  | Re d'Ungheria    | Re d'Ungheria    | Re d'Ungheria    | Re d'Ungheria    | Re d'Ungheria    | Re d'Ungheria    |  |  |  |  |

*Non è chiaro se la prima o la seconda moglie di Géza fosse la madre dei suoi figli.

## Ascendenza
|                       |                      |                    | Genitori                |  |  | Nonni |  |  | Bisnonni          |  |  | Trisnonni |  |
|                       |                      |                    |                         |  |  |       |  |  | Béla I d'Ungheria |  |  | Vazul     |  |
|                       |                      |                    |                         |  |  |       |  |  | Béla I d'Ungheria |  |  | Vazul     |  |
|                       |                      | …                  |                         |  |  |       |  |  | Béla I d'Ungheria |  |  |           |  |
| Géza I d'Ungheria     |                      |                    |                         |  |  |       |  |  | Béla I d'Ungheria |  |  |           |  |
|                       |                      | Richeza di Polonia | Miecislao II di Polonia |  |  |       |  |  |                   |  |  |           |  |
|                       |                      | Richeza di Polonia | Miecislao II di Polonia |  |  |       |  |  |                   |  |  |           |  |
|                       |                      | Richeza di Polonia | Richeza di Lotaringia   |  |  |       |  |  |                   |  |  |           |  |
| Colomanno d'Ungheria  |                      | Richeza di Polonia |                         |  |  |       |  |  |                   |  |  |           |  |
|                       |                      | …                  | …                       |  |  |       |  |  |                   |  |  |           |  |
|                       |                      | …                  | …                       |  |  |       |  |  |                   |  |  |           |  |
|                       |                      | …                  | …                       |  |  |       |  |  |                   |  |  |           |  |
| Sofia                 |                      | …                  |                         |  |  |       |  |  |                   |  |  |           |  |
|                       |                      | …                  | …                       |  |  |       |  |  |                   |  |  |           |  |
|                       |                      | …                  | …                       |  |  |       |  |  |                   |  |  |           |  |
|                       |                      | …                  | …                       |  |  |       |  |  |                   |  |  |           |  |
| Stefano II d'Ungheria |                      | …                  |                         |  |  |       |  |  |                   |  |  |           |  |
|                       | Tancredi d'Altavilla | …                  |                         |  |  |       |  |  |                   |  |  |           |  |
|                       | Tancredi d'Altavilla | …                  |                         |  |  |       |  |  |                   |  |  |           |  |
|                       | Tancredi d'Altavilla | …                  |                         |  |  |       |  |  |                   |  |  |           |  |
| Ruggero I di Sicilia  | Tancredi d'Altavilla |                    |                         |  |  |       |  |  |                   |  |  |           |  |
|                       |                      | Fresenda           | Riccardo I di Normandia |  |  |       |  |  |                   |  |  |           |  |
|                       |                      | Fresenda           | Riccardo I di Normandia |  |  |       |  |  |                   |  |  |           |  |
|                       |                      | Fresenda           | …                       |  |  |       |  |  |                   |  |  |           |  |
| Felicia d'Altavilla   |                      | Fresenda           |                         |  |  |       |  |  |                   |  |  |           |  |
|                       |                      | …                  | …                       |  |  |       |  |  |                   |  |  |           |  |
|                       |                      | …                  | …                       |  |  |       |  |  |                   |  |  |           |  |
|                       |                      | …                  | …                       |  |  |       |  |  |                   |  |  |           |  |
| Eremburga di Mortain  |                      | …                  |                         |  |  |       |  |  |                   |  |  |           |  |
|                       |                      | …                  | …                       |  |  |       |  |  |                   |  |  |           |  |
|                       |                      | …                  | …                       |  |  |       |  |  |                   |  |  |           |  |
|                       |                      | …                  | …                       |  |  |       |  |  |                   |  |  |           |  |
|                       |                      | …                  |                         |  |  |       |  |  |                   |  |  |           |  |

### Fonti primarie
- (EN) Cosma Praghese, The Chronicle of the Czechs, traduzione di Lisa Wolverton, The Catholic University of America Press, 2009, ISBN 978-0-8132-1570-9.
- (EN) Giovanni Cinnamo, Deeds of John and Manuel Comnenus by John Kinnamos, traduzione di Charles M. Brand, Columbia University Press, 1976, ISBN 0-231-04080-6.
- Niceta Coniata, O City of Byzantium, Annals of Niketas Choniatēs, traduzione di Harry J. Magoulias, Wayne State University Press, 1984, ISBN 978-0-8143-1764-8.
- (EN) Dezső Dercsényi, Leslie S. Domonkos (a cura di), Chronica Picta, Corvina, Taplinger Publishing, 1970, ISBN 0-8008-4015-1.

### Fonti secondarie
- (EN) Július Bartl, Dušan Škvarna, Viliam Čičaj e Mária Kohútova, Slovak History: Chronology & Lexicon, Wauconda, Bolchazy-Carducci Publishers, 2002, ISBN 978-08-65-16444-4.
- (EN) Pál Engel, The Realm of St Stephen: A History of Medieval Hungary, 895-1526, I.B. Tauris Publishers, 2001, ISBN 1-86064-061-3.
- (EN) John Van Antwerp Jr. Fine, The Early Medieval Balkans: A Critical Survey from the Sixth to the Late Twelfth Century, Ann Arbor, University of Michigan Press, 1991, ISBN 0-472-08149-7.
- (EN) Márta Font, Koloman the Learned, King of Hungary, Szegedi Középkorász Műhely, 2001, ISBN 963-482-521-4.
- (EN) László Kontler, Millennium in Central Europe: A History of Hungary, Atlantisz Publishing House, 1999, ISBN 963-9165-37-9.
- (HU) Gyula Kristó e Ferenc Makk, Az Árpád-ház uralkodói [Sovrani della casata degli Arpadi], I.P.C. Könyvek, 1996, ISBN 963-7930-97-3.
- (EN) Ferenc Makk, The Árpáds and the Comneni: Political Relations between Hungary and Byzantium in the 12th century, traduzione di György Novák, Akadémiai Kiadó, 1989, ISBN 963-05-5268-X.
- (EN) John Julius Norwich, The Normans in Sicily, Penguin Books, 1992, ISBN 978-0-14-015212-8.
- (EN) Victor Spinei, The Great Migrations in the East and South East of Europe from the Ninth to the Thirteenth Century, 2003, ISBN 978-973-85894-5-2.
- (EN) Paul Stephenson, Byzantium's Balkan Frontier: A Political Study of the Northern Balkans, 900-1204, Cambridge University Press, 2000, ISBN 978-0-521-02756-4.
- (EN) Warren Treadgold, A History of the Byzantine State and Society, Stanford, Stanford University Press, 1997, ISBN 0-8047-2630-2.
- (EN) Przemysław Wiszewski, Domus Bolezlai: Values and Social Identity in Dynastic Traditions of Medieval Poland (c. 966-1138), Brill, 2010, ISBN 978-90-04-18142-7.